# Epimecis curvilinea
Epimecis curvilinea är en fjärilsart som beskrevs av W. Warren 1907. Epimecis curvilinea ingår i släktet Epimecis och familjen mätare. Inga underarter finns listade i Catalogue of Life.